# Milenko Sebić
Milenko Sebić (Миленко Себић; Trstenik, 30 de dezembro de 1984) é um atirador esportivo sérvio, medalhista olímpico.

## Carreira
Sebić participou dos Jogos Olímpicos de Verão de 2020 em Tóquio, onde participou da prova de carabina três posições, conquistando a medalha de bronze após totalizar 448.2 pontos.